# Lutjanus aratus
Lutjanus aratus е вид бодлоперка от семейство Lutjanidae. Видът не е застрашен от изчезване.

## Разпространение и местообитание
Разпространен е в Гватемала, Еквадор, Колумбия, Коста Рика, Мексико, Никарагуа, Панама, Перу, Салвадор и Хондурас.
Обитава крайбрежията и пясъчните и скалисти дъна на морета, заливи и рифове в райони с тропически и субтропичен климат. Среща се на дълбочина от 0,2 до 60 m.

## Описание
На дължина достигат до 1 m, а теглото им е максимум 15 kg.